# Gregorio di Montelongo
 (mai 2024).
Si vous disposez d'ouvrages ou d'articles de référence ou si vous connaissez des sites web de qualité traitant du thème abordé ici, merci de compléter l'article en donnant les références utiles à sa vérifiabilité et en les liant à la section « Notes et références ».
Gregorio di Montelongo (ou da Monte Longo ; vers 1200-1269) est l'évêque de Tripoli de 1249 à 1251 et le patriarche d'Aquilée de 1251 jusqu'à sa mort.

## Biographie
Gregorio naît à Ferentino dans une famille liée aux comtes de Segni, originaires de Montelongo en Molise. Depuis 1238, il est légat pontifical en Lombardie, où il dirige la coalition guelfe contre l'empereur Frédéric II. En 1247, le pape Innocent IV l'envoie à Parme pour diriger la défense de la ville lors du siège impérial. En 1251, il est nommé patriarche d'Aquilée, mais n'est consacré que cinq ans plus tard. Il mène également le parti anti-Hohenstaufen dans la région lorsque l'héritier de Frédéric, Conrad IV d'Allemagne, incite les communes istriennes à se révolter.
Gregorio participe également à la « croisade » contre Ezzelino III da Romano, dirigeant personnellement la défense de Padoue en septembre 1255 et envoyant des troupes à la faction guelfe jusqu'en 1257. Il parvient également à occuper l'enclave autrichienne de Pordenone en 1262. Une fois la menace guelfe d'Ezzelino disparue, il attaque Ulrich III de Carinthie et Albert Ier de Goritz (en). Cependant, il est capturé par ce dernier à Villanova dello Judrio le 20 juillet 1267, et n'est libéré qu'après avoir promis de signer un traité de paix (1269). Néanmoins, Gregorio reprend les opérations militaires, mais meurt avant de pouvoir lancer une autre attaque.
Auparavant, Gregorio avait signé un traité avec la république de Venise qui définissait les zones d'influence respectives dans la région contestée de l'Istrie.